# NGC 1549
NGC 1549 是南天剑鱼座的一個星系（椭圆星系）。NGC 1549在哈伯序列中為E0-1。据估计它距离银河系有4800万光年，直径约为75000光年。它与大约17.5万光年外的NGC 1553一起，形成了一对交互作用星系。NGC 1549由苏格兰天文学家詹姆士·敦洛普於1826年11月5日发现。